# 초커

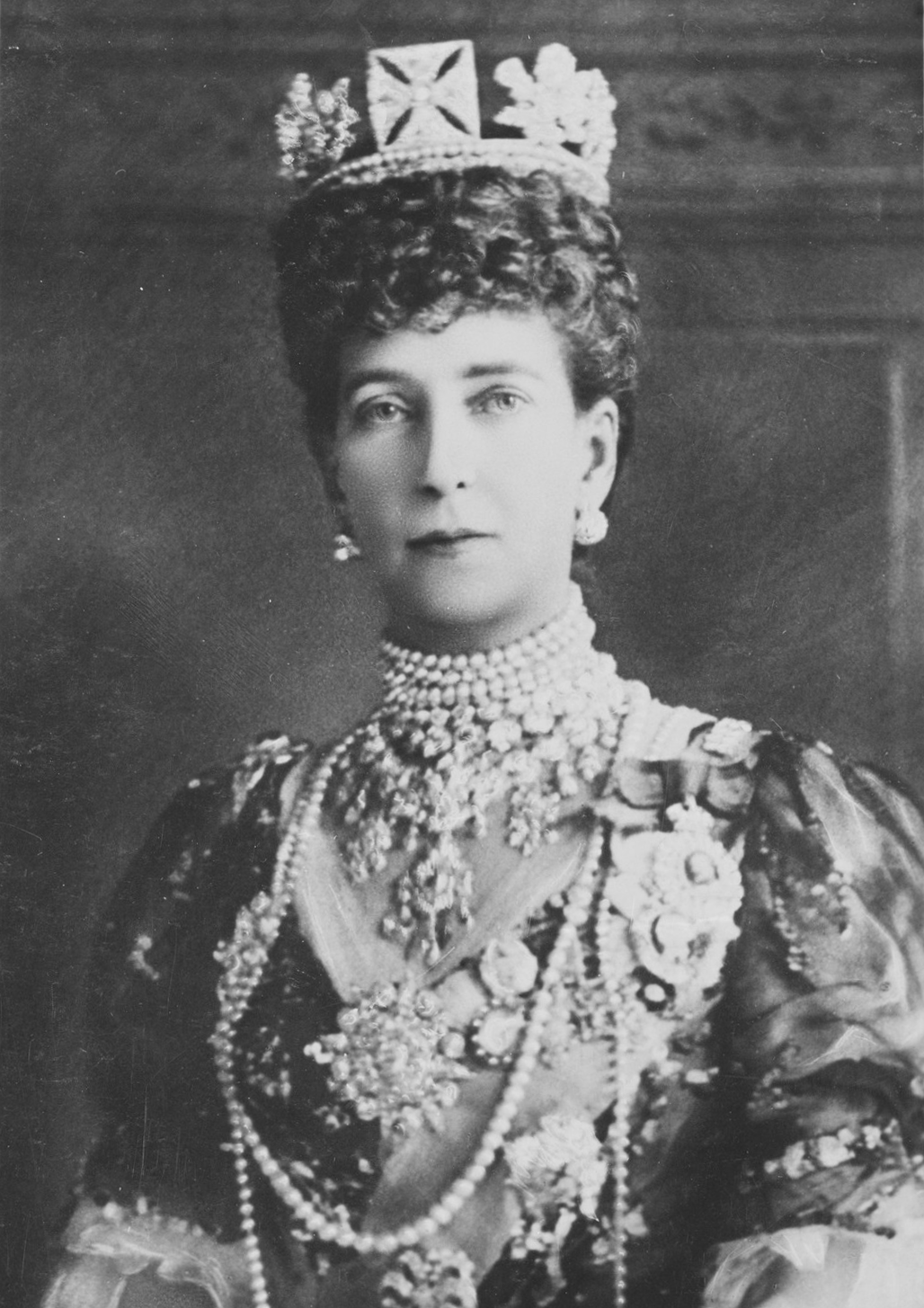
덴마크의 알렉산드라

초커(choker)는 목 둘레에 딱 맞는 목걸이이다.

## 역사
기원전 2500년경 고대 수메르에 금으로 된 초커가 있었다고 한다. 기원후 1세기 탈무드에는 일반적인 여성 장신구로 언급되었다.
1900년경 영국의 왕비인 덴마크의 알렉산드라가 목의 상처를 숨기기 위해 넓은 초커를 착용한 것이 계기로 넓은 초커가 유행했다.